# Боксерські промоутери

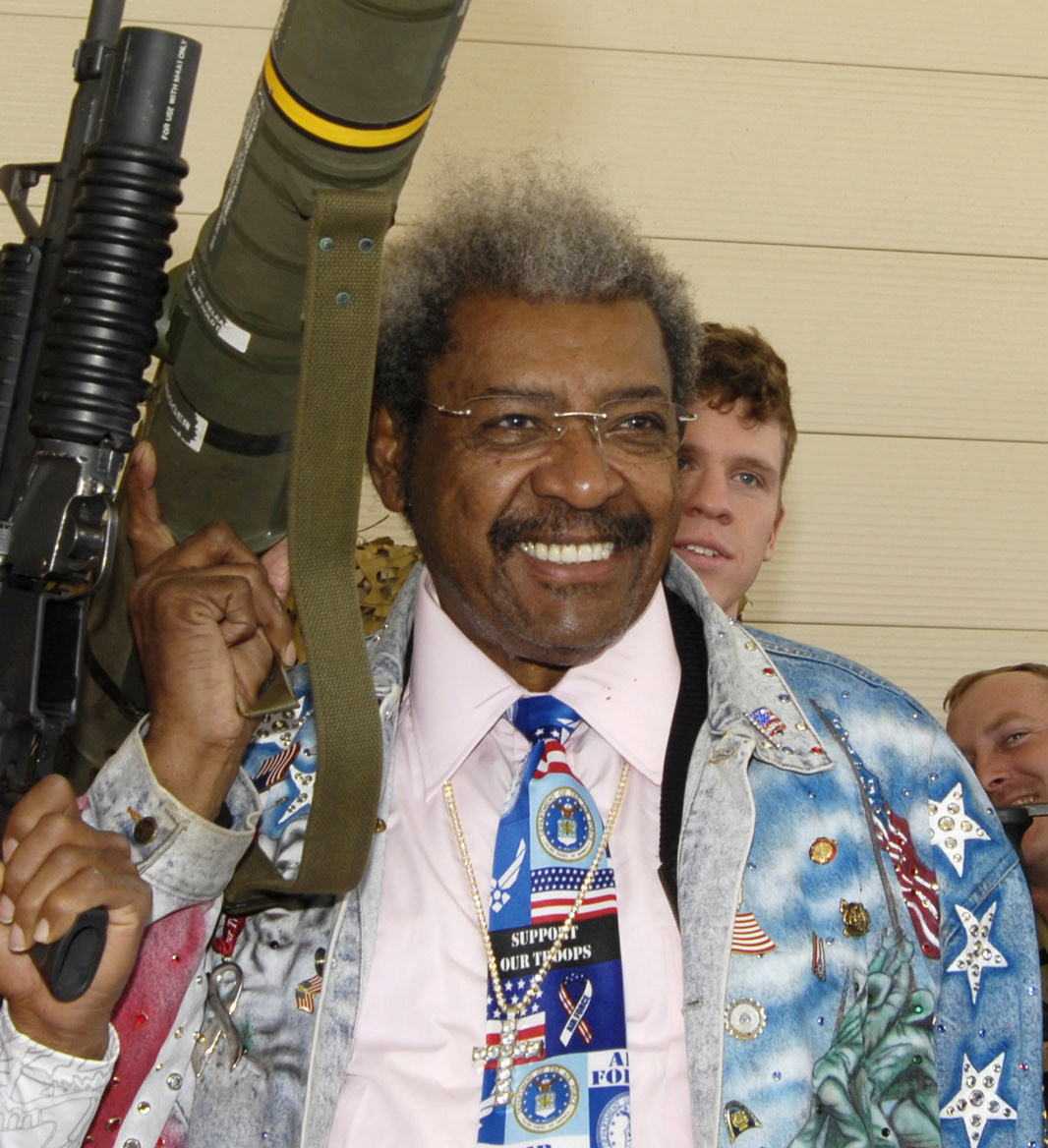
Дон Кінг — один з найвідоміших та найскандальніших боксерських промоутерів у світі

Промоутери у боксі (промоушн у боксі) — діяльність компаній та фізичних осіб у сфері професійного боксу, спрямована на супроводження кар'єри професійних боксерів, організацію боксерських поєдинків, організацію тренувального процесу професійних боксерів, залучення спонсорів та рекламодавців, організацію трансляцій боксерських поєдинків на телебаченні та в інтернеті, популяризацію боксерів та різних боксерських подій у суспільстві через ЗМІ та соціальні мережі.
Серед найвідоміших промоутерів є американці Дон Кінг та Боб Арум, німець Клаус-Петер Коль, росіянин Володимир Хрюнов. Дуже впливовий у світі боксу американський функціонер Ел Хеймон офіційно не є промоутером, він позиціонує себе радником, укладаючи з боксерами ексклюзивну угоду ( англ. Exclusive Advisory Agreement), але по факту практично на всіх шоу, де виступають його бійці, виступає в ролі промоутера.  З середини другого десятиліття 21 століття великого авторитету набув британський промоутер Едді Гірн.
Деякі боксери після завершення виступів починають займатися промоутерською діяльністю, серед них: Оскар Де Ла Хойя, Флойд Мейвезер та Віталій Кличко.

## Компанії промоутери
- Top Rank Promotions
- Golden Boy Promotions
- K2 Promotions
- Union Boxing Promotion
- Universum Box-Promotion
- Мир Бокса
- Matchroom Sport